# Acid béo thiết yếu
Acid béo thiết yếu là acid béo không bão hòa mà cơ thể con người và động vật không tự tổng hợp được và phải được cung cấp qua thực phẩm. Acid béo thiết yếu có tính chất của vitamin và hầu hết được ký hiệu là nhóm vitamin F-complex.
Tính chất cơ bản của acid béo thiết yếu dựa trên cơ sở chúng là chất khởi đầu để tạo thành các acid đa nối đôi của dãy C-20 và C-22. Các acid này đặc biệt tồn tại trong các phosphotid của cơ thể động vật.
Các acid béo thiết yếu quan trọng nhất là acid linoleic, acid linolenic và acid có độ không bão hòa rất cao là acid arachidonic. Các acid này chủ yếu có trong các dầu, mỡ thực vật. Một lượng nhỏ cũng có trong mỡ động vật như mỡ lợn, mỡ gà. Nếu thiếu các acid này sẽ có các biểu hiện bệnh lý ở cơ thể người và động vật, như các rối loạn trên da và chậm lớn.